# جبل بوجابر
جبل بوجابر جبل يقع على الشريط الحدودي للجمهورية التونسية مع الجزائر حيث يقع شمال غربي الجمهورية التونسية، غرب مدينة قلعة سنان من ولاية الكاف. يبلغ ارتفاعه 1034 م.
يقال انه يوجد مستشفى محفور داخل عمق الجبل انشأ لاستقبال جرحى الثورة الجزائرية القادمين إلى تونس. ويقال انها كانت من بين أحد الاسباب التي اغضبت فرنسا آنذاك وجعلتها تقصف مدينة ساقية سيدي يوسف التونسية. 

## تاريخ
في شهر ماي من سنة 1973، قام الزعيم التونسي الحبيب بورقيبة بزيارة ولاية الكاف حيث كان من ضمن برنامجه زيارة منجم الرصاص الموجود داخل جبل بوجابر واللذي بني بواسطة فنيين يوغوسلاف، وكان الجبل آنذاك محل خلاف بين تونس والجزائر اذ كان الزعيم الجزائري هواري بومدين يدعى أحقيته ويتهم تونس بالقيام بتحفيرات داخل الجبال الحدودية المعروفة بمدخرات الرصاص الهائلة التي تحتويها ومن ضمنها جبل بوجابر، وعلى اثر هذه الزيارة، تحرك الجيش الجزائري بإتجاه الحدود الواقعة بالجبل، حيث علمت اجهزة الاستعلام التونسية بهذه المناورة، وأخبرت قيادة الجيش التونسي، وكمعاملة بالمثل حرك الجنرال الشّهودي الفيلق السادس بجيش البر التونسي، وبالرغم من كافة الضغوطات، قرر الحبيب بورقيبة تنفيذ زيارته التي دارت في ضروف آمنة قبل ان يواصل برنامجه داخل أرجاء الولاية. 

## مواضيع ذات صلة
- جبال تونس
- ولاية الكاف